# アーロン・ルーエル
アーロン・ルーエル（Aaron Ruell、1976年6月23日 - ）は、アメリカ合衆国カリフォルニア州フレズノ生まれの俳優・写真家である。

## 来歴
ルーエルは、1976年にカリフォルニア州フレズノに生まれる。高校卒業までをそこで過ごし、ユタ州にあるブリガムヤング大学へ進学してフィルムを専攻。映画「ナポレオン・ダイナマイト」に主演したジョン・ヘダーや、監督のジャレッド・ヘスも同じ大学の出身である。
2001年あたりから短編映画の撮影やスチール・フォトグラファーとしてキャリアをスタート。そして2004年にジャレッド・ヘスが監督のインディーズ映画『ナポレオン・ダイナマイト』に出演。ジョン・ヘダー演じるオタクな主人公ナポレオン・ダイナマイトをもしのぐほどの濃いキャラクターの兄・キップ・ダイナマイトを演じた。この出演をきっかけに一躍その名前も知られるようになり、翌年のティーン・チョイス・アワードにもノミネートされた。当時のその人気から、アメリカ国内のコマーシャルにも出演している。
自身で製作したショート・フィルムや商業コマーシャルなどではディレクターとしての才能も発揮。国内雑誌の“Shoot Magazine”において、「広告業界の中で今後最も有望なディクター」にも選ばれた。なお、『ナポレオン・ダイナマイト』のオープニングタイトルを担当して映画のオフビートな雰囲気を盛り上げる重要な役割を果たしている。

## 私生活
私生活ではジュリアという名の女性と結婚。ジュリアも映画業界で編集の仕事をしている。なお、『ナポレオン・ダイナマイト』においてジョン・グリース演じる“リコ叔父さん”のガールフレンド役で、ラストに少しだけ登場している。

## 出演作品

### 映画
- ナポレオン・ダイナマイト Napoleon Dynamite (2004)
- The Problem with Percival (2006)
- Think Tank (2006)
- On the Road with Judas (2006)

### テレビアニメ
- スーパー・ロボット・モンキー・チーム・ハイパーフォース GO! Super Robot Monkey Team Hyperforce Go! (2005)
- ナポレオン・ダイナマイト Napoleon Dynamite (2012)

### 監督
- Mary (※ 短編映画)
- Everything's Gone Green (※ 短編映画)

### スチール
- バス男 Napoleon Dynamite (※ オープニングタイトル)